# Бондо
Бо̀ндо (на италиански: Bondo, на местен диалект: Bont, Бонт) е село в Северна Италия, община Села Джудикарие, автономна провинция Тренто, автономен регион Трентино-Южен Тирол. Разположено е на 823 m надморска височина. Населението на общината е 708 души (към 2015 г.).